# Hibrildes ansorgei
Hibrildes ansorgei är en fjärilsart som beskrevs av Kirby 1896. Hibrildes ansorgei ingår i släktet Hibrildes och familjen Eupterotidae. Inga underarter finns listade i Catalogue of Life.